# Động Khẩu
Động Khẩu (chữ Hán giản thể: 洞口县, Hán Việt: Động Khẩu huyện) là một huyện thuộc địa cấp thị Thiệu Dương, tỉnh Hồ Nam, Cộng hòa Nhân dân Trung Hoa. Huyện này có diện tích 2199 km2:24, dân số năm 2004 là 800.080 người, trong đó có 158.994 người sống ở thành thị, người Dao có dân số 10.000 người. Mã số điện thoại Động Khẩu là 0739, mã vùng bưu chính là 4223xxx. Huyện này có GDP năm 2004 là 4,18 tỷ nhân dân tệ.

## Hành chính
Huyện Động Khẩu được chia ra thành:
- 9 trấn: Động Khẩu, Sơn Môn, Thạch Giang, Giang Khẩu, Trúc Thị, Cao Sa, Hoàng Kiều, Dục Lan, Lao Điền.
- 10 hương
- 3 hương dân tộc